# Landudec
 Landudec  (en bretón Landudeg) es una población y comuna francesa, situada en la región de Bretaña, departamento de Finisterre, en el distrito de Quimper y cantón de Plogastel-Saint-Germain.

## Demografía
| 1265 | 1212 | 1203 | 1232 | 1183 | 1154 |
| Para los censos de 1962 a 1999 la población legal corresponde a la población sin duplicidades (Fuente: INSEE [Consultar]) |      |      |      |      |      |